# Callionymus fluviatilis
Callionymus fluviatilis är en fiskart som beskrevs av Day, 1876. Callionymus fluviatilis ingår i släktet Callionymus och familjen sjökocksfiskar. Inga underarter finns listade.